# Bergères-sous-Montmirail
Bergères-sous-Montmirail è un comune francese di 139 abitanti situato nel dipartimento della Marna nella regione del Grand Est.

## Società

### Evoluzione demografica
Abitanti censiti